# Urdorf
Urdorf (toponimo tedesco) è un comune svizzero di 9 657 abitanti del Canton Zurigo, nel distretto di Dietikon.

## Storia
Il comune di Urdorf è stato istituito nel 1931 con la fusione dei comuni soppressi di Niederurdorf e Oberurdorf.

## Monumenti e luoghi d'interesse
- Chiesa riformata;

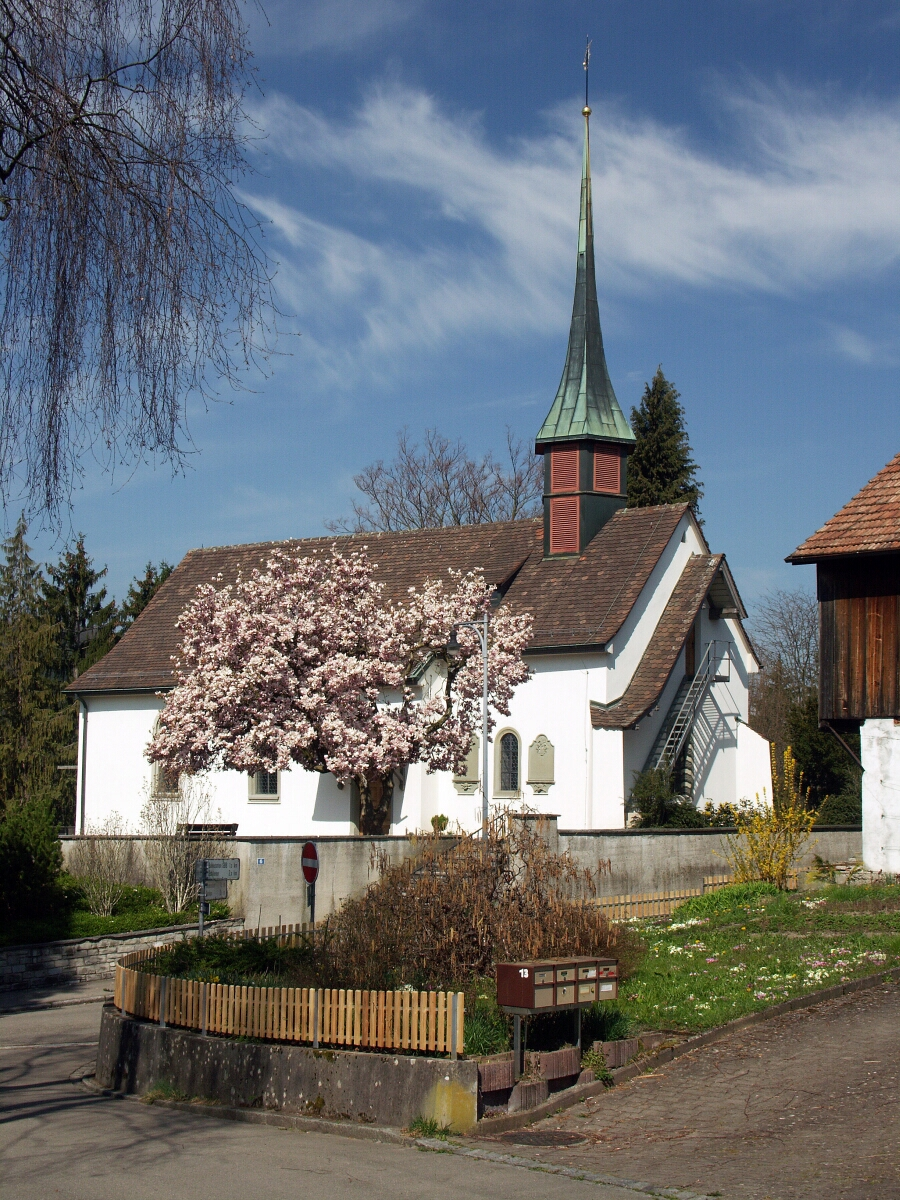
La chiesa riformata

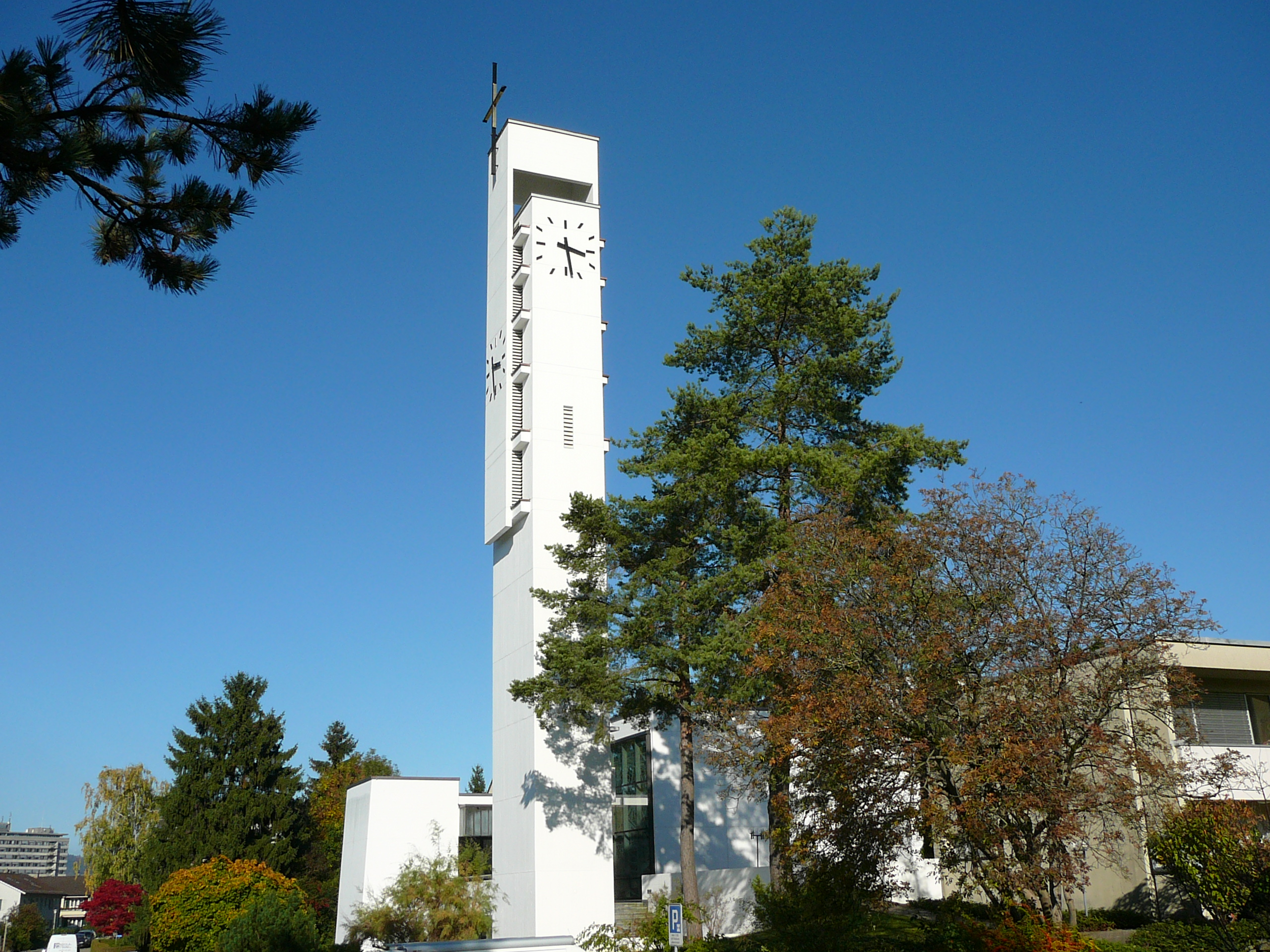
La chiesa cattolica di San Nicola di Flüe

- Chiesa cattolica di San Nicola di Flüe, eretta nel 1964[1].

## Società

### Evoluzione demografica
L'evoluzione demografica è riportata nella seguente tabella:
Abitanti censiti

## Infrastrutture e trasporti
Urdorf è servito dall'omonima stazione sulla ferrovia Zurigo-Zugo.

## Amministrazione
Ogni famiglia originaria del luogo fa parte del cosiddetto comune patriziale e ha la responsabilità della manutenzione di ogni bene ricadente all'interno dei confini del comune.